# Кюлло Кийв
Кюлло Кийв (еве Küllo Kõiv; нар. 14 липня 1972, Вана-Вийду, Вільяндімаа, волость Вільянді — 29 червня 1998, Вільянді, Вільяндімаа, волость Вільянді) — естонський борець вільного стилю, учасник трьох чемпіонатів світу, шести чемпіонатів Європи, та двох Олімпійських ігор.

## Життєпис
Боротьбою почав займатися з 1978 року. У 1992 році здобув срібну медаль чемпіонату Європи серед молоді.
Виступав за спортивний клуб «Тулевік» Вільянді. Тренери — Арне Кийв, Яаан Кірсіпуу. Був п'ятиразовим чемпіоном Естонії з вільної боротьби.
Загинув, трохи не доживши до 26 років, в автомобільній аварії. Автомобіль Mercedes Benz 500, в якому він був пасажиром, о 2:20 ночі на великій швидкості врізався в стовп електропередачі та дерево у Вільянді. Кюлло Кийв загинув на місці. Водій та інша пасажирка отримали серйозні травми. Всі троє людей в автомобілі були п'яні.

## Спортивні результати на міжнародних змаганнях

### Виступи на Олімпіадах
| Змагання                    | Збірна  | Вагова категорія          | Місце |
| --------------------------- | ------- | ------------------------- | ----- |
| Літні Олімпійські ігри 1992 | Естонія | вільна боротьба, до 68 кг | 11    |
| Літні Олімпійські ігри 1996 | Естонія | вільна боротьба, до 68 кг | 7     |

### Виступи на Чемпіонатах світу
| Змагання                        | Збірна  | Вагова категорія          | Місце |
| ------------------------------- | ------- | ------------------------- | ----- |
| Чемпіонат світу з боротьби 1994 | Естонія | вільна боротьба, до 68 кг | 11    |
| Чемпіонат світу з боротьби 1995 | Естонія | вільна боротьба, до 68 кг | 11    |
| Чемпіонат світу з боротьби 1997 | Естонія | вільна боротьба, до 76 кг | 8     |

### Виступи на Чемпіонатах Європи
| Змагання                         | Збірна  | Вагова категорія          | Місце |
| -------------------------------- | ------- | ------------------------- | ----- |
| Чемпіонат Європи з боротьби 1992 | Естонія | вільна боротьба, до 68 кг | 4     |
| Чемпіонат Європи з боротьби 1994 | Естонія | вільна боротьба, до 68 кг | 11    |
| Чемпіонат Європи з боротьби 1995 | Естонія | вільна боротьба, до 68 кг | 6     |
| Чемпіонат Європи з боротьби 1996 | Естонія | вільна боротьба, до 68 кг | 4     |
| Чемпіонат Європи з боротьби 1997 | Естонія | вільна боротьба, до 76 кг | 4     |
| Чемпіонат Європи з боротьби 1998 | Естонія | вільна боротьба, до 76 кг | 10    |

### Виступи на інших змаганнях
| Змагання                           | Збірна  | Вагова категорія          | Місце  |
| ---------------------------------- | ------- | ------------------------- | ------ |
| Гран-прі Німеччини з боротьби 1994 | Естонія | вільна боротьба, до 68 кг | Бронза |
| Турнір Олександра Медведя 1995     | Естонія | вільна боротьба, до 68 кг | 6      |
| Гран-прі Німеччини з боротьби 1995 | Естонія | вільна боротьба, до 68 кг | Бронза |
| Гран-прі Німеччини з боротьби 1998 | Естонія | вільна боротьба, до 76 кг | 7      |

### Виступи на змаганнях молодших вікових груп
| Змагання                                      | Збірна  | Вагова категорія          | Місце  |
| --------------------------------------------- | ------- | ------------------------- | ------ |
| Чемпіонат Європи з боротьби серед молоді 1992 | Естонія | вільна боротьба, до 68 кг | Срібло |